# Incendie du massif des Corbières de 2025
L'incendie du massif des Corbières de 2025 est un feu de forêt d'ampleur exceptionnelle qui commence le 5 août 2025. Il touche seize communes du massif des Corbières, au sud-ouest de Narbonne, dans le département de l'Aude, en France.

## Contexte

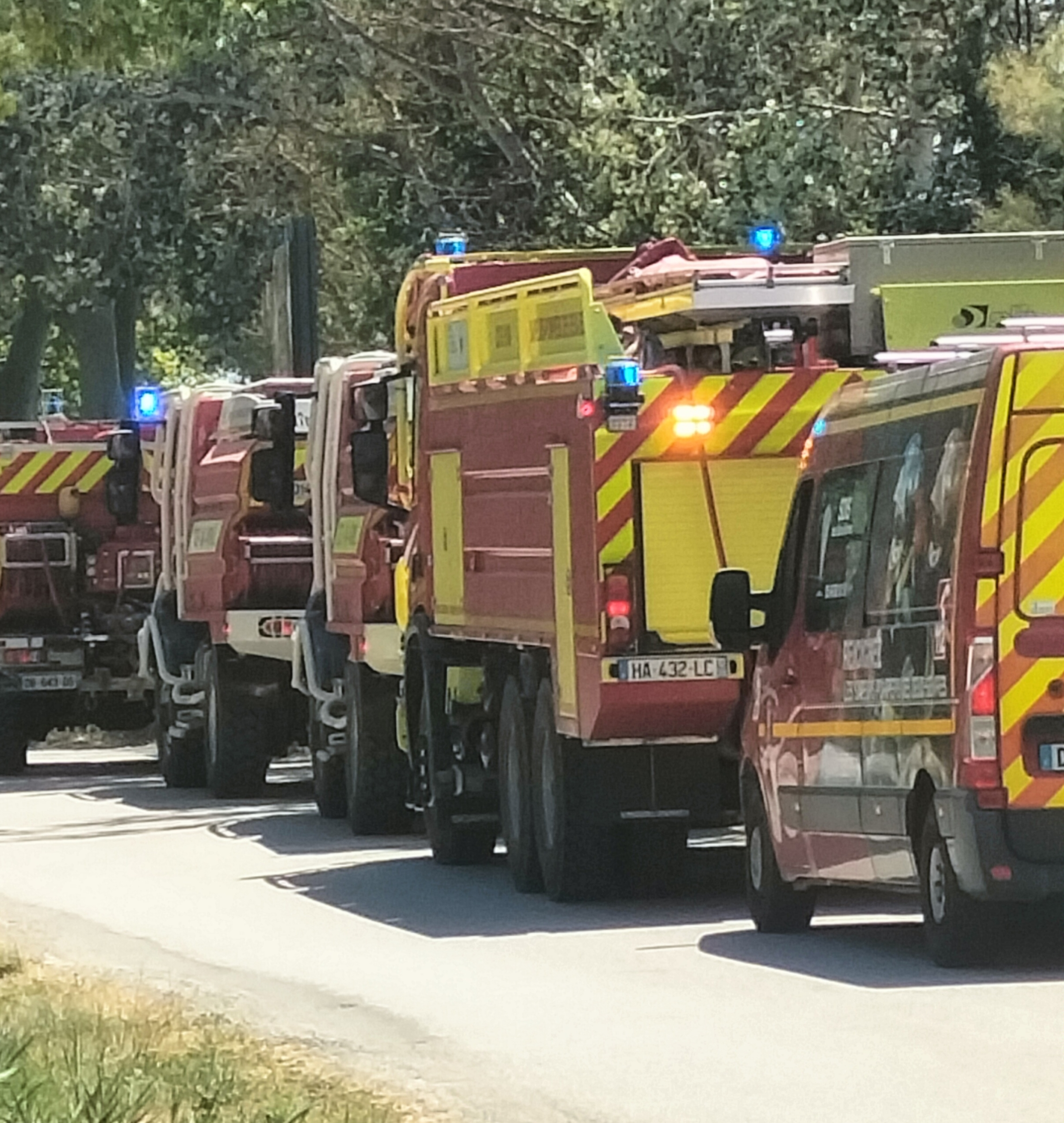
Colonne de sapeurs-pompiers prépositionnée à Sigean le 3 août 2025.

Le 5 août 2025, le département de l'Aude est placé en vigilance « rouge » par Météo-France en raison du risque « très élevé » d'incendie dans un contexte de sécheresse et de canicule en Europe. Météo-France prévoit des températures de 35 ºC et des vents de 60 km/h et prévient donc que « dans une atmosphère chaude et sèche, avec de la tramontane, le danger de feux sera très élevé sur l’Aude ce mardi ». Le département a été touché par deux importants incendies les semaines précédentes, à Narbonne puis Sigean.

## Déroulement
Mardi 5 août 2025 vers midi, la température de 34 °C sur les Corbières et des rafales de tramontane à 70 kilomètres-heure incitent le chef d’état-major de la Sécurité civile, à la base aérienne de Nîmes-Garons, à doubler le guet aérien armé dans les zones les plus menacées afin de repérer et traiter au plus vite les éventuels départs de feu. Vers 16 h 15, dans l'Aude, le long de la D 212 qui relie Lagrasse à Ribaute, un feu se déclare. Un des pilotes du guet aérien le repère et largue dix tonnes de retardant. Le feu naissant est déjà très puissant lorsque quatre Canadair arrivent à 17h et larguent une première cargaison de six tonnes d’eau. Un PC opérationnel est installé à Saint-Laurent-de-la-Cabrerisse, le village vers lequel se dirigent les flammes, et moins d’une heure après le départ du feu, un renfort de 2 000 pompiers est appelé.
Le feu s'étend ensuite très rapidement vers le sud-est, attisé par un fort vent de tramontane. D'importants moyens de lutte contre l'incendie sont déployés, dont treize avions bombardier d'eau, soit neuf Canadair CL-415 et quatre Bombardier Dash 8 appartenant à l'État. Des moyens aériens « locaux » dépendant des services d'incendie et de secours sont également engagés,. 

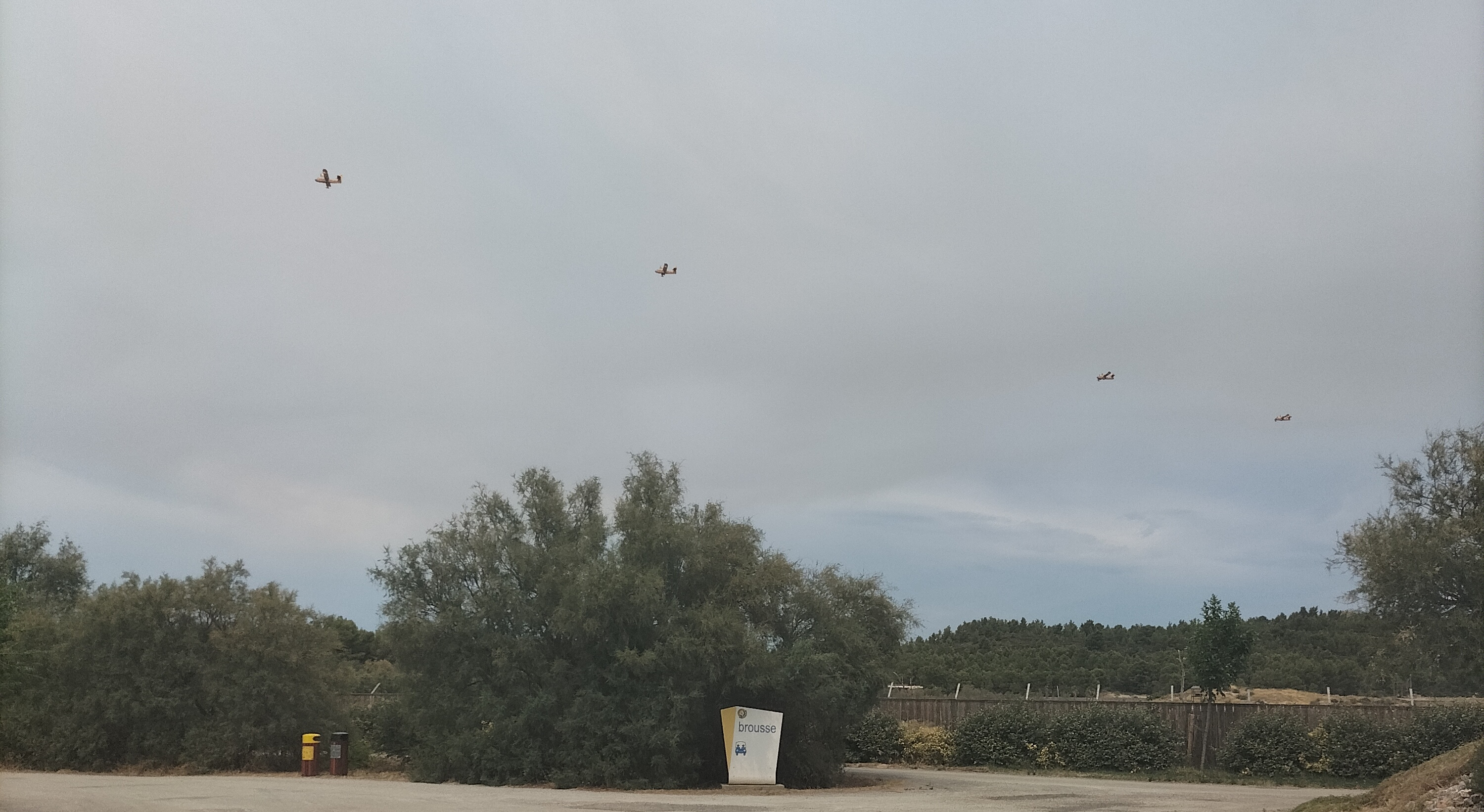
Bombardiers d'eau Canadair CL-415 de la sécurité civile française, le 6 août 2025 au-dessus de la réserve africaine de Sigean (Aude), allant combattre l'incendie.

Du 5 août au soir au 6 août après-midi, l'autoroute A9 est fermée dans les deux sens entre Narbonne et Perpignan, ce qui entraîne de nombreux embouteillages sur les routes secondaires,.
À peine 24 heures après son déclenchement, le feu a déjà parcouru au moins 16 000 hectares, soit l'une des vitesses de propagation parmi les plus rapides observées en France. 
Le Premier ministre François Bayrou, le ministre de l'Intérieur Bruno Retailleau et son ministre délégué François-Noël Buffet se rendent sur place le mercredi 6 août pour rencontrer des sinistrés et soutenir les sapeurs-pompiers. Le ministre de l'Intérieur annonce le déploiement « de moyens militaires avec trois hélicoptères et plusieurs dizaines de militaires ».
La gendarmerie estime que le feu est probablement d'origine humaine.
Le 7 août, le feu n'est toujours pas fixé, mais il progresse moins ; il a parcouru environ 17 000 hectares.
Le 8 août, le feu est annoncé comme « fixé » : il progresse très peu mais les pompiers continuent leurs interventions pour empêcher d'éventuelles reprises et surveiller les potentiels foyers.
Le 10 août en fin d'après-midi, il est annoncé « maîtrisé ».
Le 17 août en fin de journée, une reprise de l’incendie est en train d’être traitée. Deux hélicoptères bombardiers d’eau interviewent. Les autorités déclarent qu'il faudra encore plusieurs jours pour l'éteindre totalement.

## Bilan

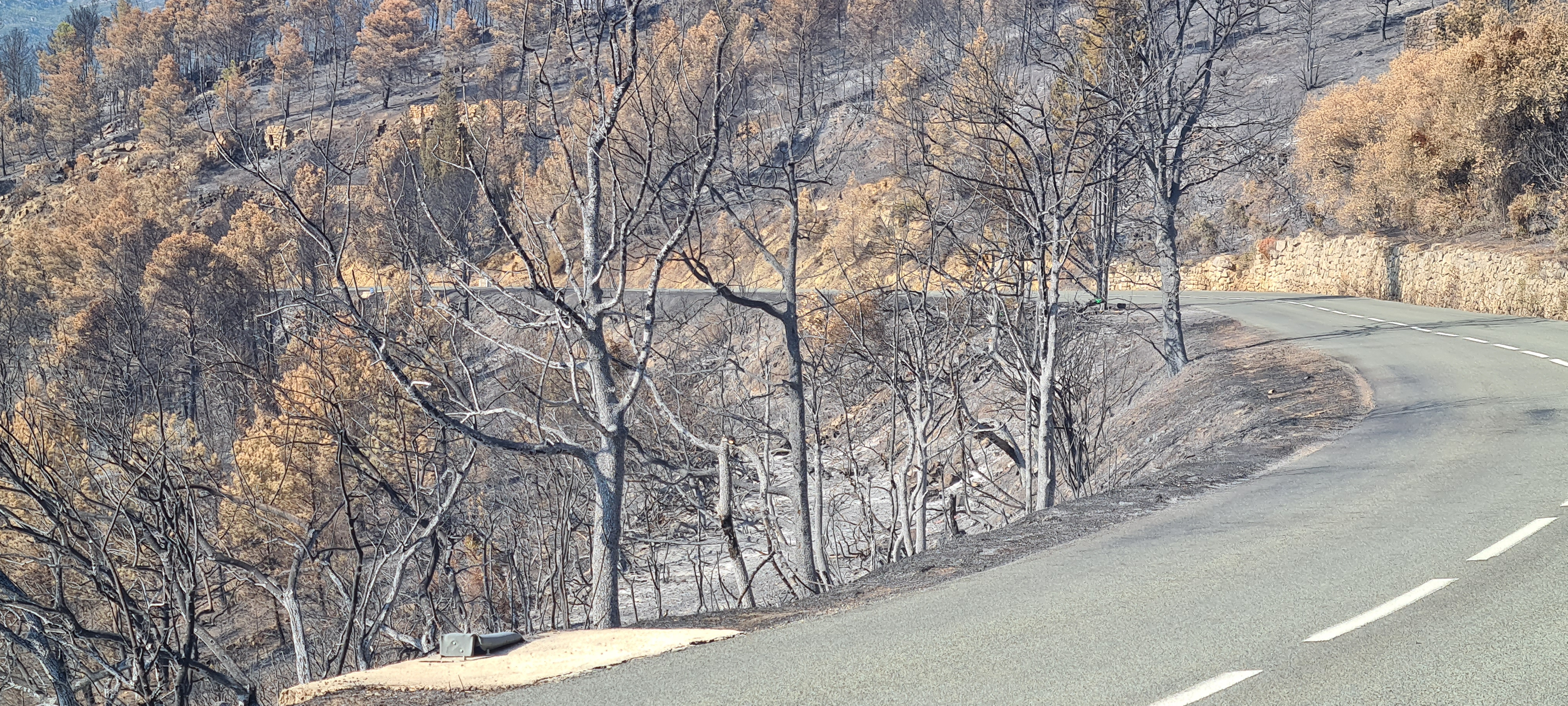
Une partie de la forêt calcinée à Ribaute, le 11 août 2025.

Au 10 août, l'incendie a causé la mort d'une femme âgée n'ayant pas voulu évacuer sa maison à Saint-Laurent-de-la-Cabrerisse. Il a en outre fait vingt-cinq blessés dont un grave, parmi lesquels dix-neuf pompiers. Il a détruit ou endommagé trente-six habitations et de nombreux chalets, hangars et véhicules,.
Vingt pour cent des vignes des Corbières sont impactées. Neuf-cents hectares sont détruits par le feu et sur six-cents autres, le vignoble a souffert des flammes, de la chaleur ou des produits retardants largués par les bombardiers d'eau.
Il s'agit du pire incendie depuis plus de 50 ans sur le pourtour méditerranéen français selon une base de données du gouvernement qui répertorie les feux de forêt en France depuis 1973,. C'est également le deuxième plus grand incendie de forêt en France depuis celui des Landes de 1949. C'est aussi le plus important feu de forêt en superficie depuis 1976 dans ce pays en 24 heures.

## Enquête
Le 14 août 2025, la gendarmerie et l'Institut de recherche criminelle de la Gendarmerie nationale, chargés de l'enquête, privilégient la piste criminelle.